# Hannes Miebach
Hans Adalbert „Hannes“ Miebach (* 15. Januar 1902 in Köln; † 20. Januar 1934 in der Ostsee bei Warnemünde) war ein deutscher rechtsradikaler Aktivist und mehrfacher Mörder. Er verübte 1923 einen Mordanschlag auf Josef Smeets und war einer der Attentäter, die den Pfälzer Separatistenführer Franz Joseph Heinz im Januar 1924 in Speyer erschossen.

## Leben und Tätigkeit
Der gebürtige Kölner Miebach war bereits früh ein glühender Nationalist. Im Jahr 1915 riss er als Dreizehnjähriger von Zuhause aus, um im Weltkrieg nach Belgien zu gehen und sich dort der deutschen Feldtruppe anzuschließen. In seinem Schulzeugnis erhielt er daraufhin einen Verweis („weil er sich von Haus und Schule entfernt hat, um nach Belgien zu gehen“). Die Entwicklung ging hin zum gewaltbereiten nationalistischen Fanatiker.
Nach Kriegsende schloss Miebach sich 1919 oder 1920 einem der Freikorpsverbände an und nahm 1921 mit einem Freikorps an den deutsch-polnischen Grenzkämpfen in Oberschlesien während des sogenannten Dritten Oberschlesischen Aufstandes teil.
Um 1922 kam Miebach nach München, wo er sich der rechtsradikalen geheimen Organisation Consul des Kapitäns Hermann Ehrhardt anschloss. Im selben Jahr ist er als Teilnehmer am Deutschen Tag in Coburg nachweisbar.
Zum Hauptfeindbild von Miebach während der Nachkriegsjahre entwickelte sich bald die separatistische Bewegung in seiner westdeutschen Heimatregion, die damals Pläne verfolgte, in den belgisch und französisch besetzten Gebieten des westlichen Deutschen Reiches einen oder mehrere autonome Staaten zu errichten. Die Anhänger und zumal die Führer dieser Bestrebungen galten Miebach als Verräter, die mit allen Mitteln ausgeschaltet werden mussten.
Infolgedessen drang Miebach im März 1923 in seiner Heimatstadt Köln in das Büro von Josef Smeets, der als führender Kopf der Separatistenbewegung in Köln galt, ein: Er schoss Smeets und dessen Schwager nieder. Der Schwager starb am Tatort, Smeets überlebte, wurde aber so schwer verwundet, dass er zwei Jahre später den Folgen seiner Schussverletzung erlag.
Nach seiner geglückten Flucht kehrte Miebach nach Bayern zurück, wo er in einer Einheit der Schwarzen Reichswehr untertauchte.
Nach der Auflösung der Schwarzen Reichswehr und dem gescheiterten Hitlerputsch vom November 1923 betätigte er sich wieder in der Organisation Consul.
Im Januar 1924 war Miebach an dem von Edgar Jung organisierten Attentat auf Franz Joseph Heinz beteiligt, den Anführer und Präsidenten der von ihm gegründeten Separatistenbewegung Autonome Pfalz, deren Anerkennung durch Frankreich zu dieser Zeit weithin erwartet wurde. Der etwa zwanzigköpfige Kommandotrupp überquerte den Rhein und begab sich nach Speyer, wo Heinz und einige Getreue während einer Besprechung in dem Gasthaus Wittelsbacher Hof überrascht und niedergeschossen wurden. Dabei waren von vornherein Miebach und zwei weitere Männer, die Erhardts Organisation (die damals als Wiking-Bund firmierte) für das Unternehmen zur Verfügung gestellt hatte, als Vollstrecker des „Todesurteils“ vorgesehen, das die Anführer des antiseparatistischen Unternehmens gegen Heinz verhängt hatten.
In den folgenden Jahren wurde Miebach zu einem der engsten Mitarbeiter von Hermann Ehrhardt.
Miebach starb im Januar 1934 als Flugzeugführer, als er bei einem Landungsmanöver bei Warnemünde in die Ostsee stürzte: Er konnte aus der geschlossenen Maschine nicht gerettet werden und ertrank.
Er wurde auf dem Kriegsgräberfeld des Kölner Melaten-Friedhofs im Rahmen eines Staatsbegräbnisses beigesetzt. Dies war das erste Staatsbegräbnis in Köln überhaupt. Die Grabrede hielt Hermann Ehrhardt, während der Luftfahrtminister und Ministerpräsident von Preußen Hermann Göring einen riesigen Kranz schickte. Angehörige der SA, SS und der Hitlerjugend sowie des Stahlhelms standen mit trauerumflorten Fahnen Spalier auf dem Friedhof. 200 Männer der ehemaligen Brigade Ehrhardt folgten dem Sarg zur Grabstelle. Als höchste Staatsvertreter waren der Gauleiter Joseph Grohé, der Regierungspräsident Rudolf zur Bonsen und der Kölner Oberbürgermeister Günter Riesen anwesend.
1939 wurde der Luxemburger Glacis in Köln nach Miebach in Hannes-Miebach-Straße umbenannt. 1945 erfolgte zunächst die Umbenennung in Offenbachstraße, 1957 dann in Stauderstraße und 2015 in Paula-Kleinmann-Weg. 
Nach dem Urteil von Gräber und Spindler, den Verfassern einer Monografie über die „Pfalzbefreier“, war Miebachs Werdegang „recht typisch“ für die „aktivistische Rechtsradikalenszene aus den Anfangsjahren der Weimarer Republik“. Er sei ein Mensch gewesen, der zu einer „bürgerlichen Existenz [...] nie gefunden“ hatte, sondern „Kampf, Gefahr, Abenteuer“ gesucht und „das Leben eines Pistoleros“ in der Illegalität gelebt habe. Das geplante Attentat habe er mit den bezeichnenden Worten „Endlich wieder positive Arbeit!“ kommentiert.